# 2e Armée
2e Armée var en fransk armé under första och andra världskriget.

## Fall Gelb
Armén var en del av 1er Groupe d'Armées som var grupperad längs gränsen mellan Frankrike och Belgien. Enligt plan D skulle hela armégruppen marschera upp och inta defensiva ställningar bakom floderna Dyle och Meuse

### Organisation
Arméns organisation den 10 maj 1940:
- 2e Division Légère de Cavalerie
- 5e Division Légère de Cavalerie
- 71e Division d'Infanterie
- Xe Corps d'Armée
  - 3e Division d'Infanterie Nord-Africaine
  - 55e Division d'Infanterie
- XVIIIe Corps d'Armée
  - 1re Division d'Infanterie Coloniale
  - 3e Division d'Infanterie Coloniale
  - 41e Division d'Infanterie

## Befälhavare
Första världskriget:
- General Édouard de Castelnau (mobilisering – 21 juni 1915)
- General Philippe Pétain (21 juni 1915 – 1 maj 1916)
- General Robert Nivelle (1 maj 1916 – 15 december 1916)
- General Adolphe Guillaumat (15 december 1916 – 11 december 1917)
- General Auguste Edouard Hirschauer (11 december 1917 – vapenstilleståndet)

Andra världskriget:
- General Charles Huntziger (2 september 1939 – 5 juni 1940)
- General Henry Freydenberg (5 juni – 31 juli 1940)